# Люби меня всегда
Люби меня всегда (исп. Quiereme siempre) — мексиканская сериальная мелодрама 1981 года производства Televisa, произведённая полностью за пределами Мексики.

## Сюжет
Ана Мария — молодая женщина, которая живёт в маленьком итальянском городке вместе со своей тётей Гуделией, которая всячески унижает её и относится как к бродяге, потому что больше всего она любит свою дочь Изабель, хотя та ведёт себя непристойно. Изабель переехала в Рим на учёбу в институте и учится очень хорошо, но с наступлением вечера она идёт на вечеринки и дискотеки.

## Создатели телесериала

### В ролях
- Жаклин Андере — Ана Мария Понсе де Леон
- Хуан Луис Гальярдо — Альберто
- Хорхе Варгас — Гильермо
- Урсула Пратс — Джулиана Мурат
- Нубия Марти — Исабель
- Нерина Феррер — Эмма
- Виктория Руффо — Хулия
- Габриэла Руффо — Эвелина
- Эктор Гомес — Маэстро Либерман
- Сервандо Манцетти — Фернандо
- Эдуардо Яньес — Карлос
- Антонио Медельин — доктор Алехандро
- Лиса Вильерт — Гуделия
- Фортино Саласар — Андрес
- Гильермо Агилар — Гастон
- Роса Глория Чагойян — Иветте
- Виктор Хунко — Дон Фелипе
- Карлос Рикельме — Дон Рамон
- Хосефина Эскобедо — Донья Лус
- Анита Бланч
- Патрисия Монтеро
- Агустин Сауре
- Энрике дель Кастильо
- Росита Бушо
- Мартин Ласалье

### Административная группа
- оригинальный текст: Марисса Гарридо
- музыкальная тема заставки: Quiereme siempre
- автор слов текста песни и вокал: Фернандо Риба
- оператор-постановщик и  режиссёр-постановщик: Альфредо Салданья
- исполнительный продюсер: Эрнесто Алонсо